# André Besson

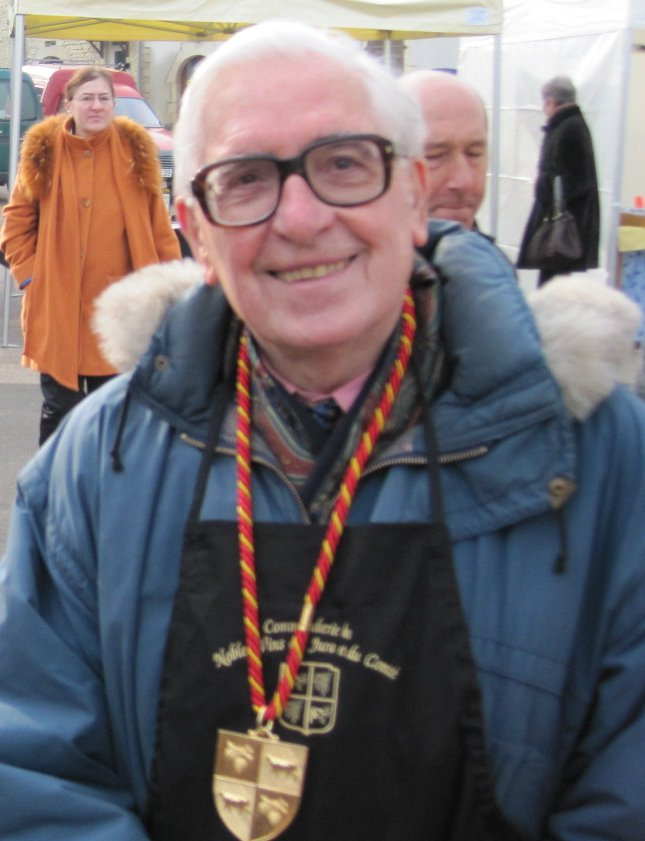
André Bresson

André Bresson (Dole, 27 de outubro de 1927) é um escritor e jornalista francês.
Quando estudante, durante a II Guerra Mundial publicou clandestinamente um poema que se tornou célebre, intitulado Oradour-sur-Glane. Ainda estudante em Paris publicou várias obras sobre a guerra e a resistência. Com mais de 50 livros publicados, seus romances e estudos versam sobre a região do Franco-Condado, vários deles levados ao cinema. Recebedor de vários prêmios literários, em 2006 recebeu o grau de cavaleiro da Ordem Nacional da Legião de Honra. 

## Obras
- Oradour-sur-Glane (poème)
- Mon journal
- Les Trente jours de Berlin : 8 avril-8 mai 1945
- Les Maquis de Franche-Comté
- Le Fils de Hitler
- Les Grandes évasions de la Seconde Guerre mondiale
- Une Poignée de braves : épisodes de la Résistance franc-comtoise, 1940-1944 (1965)
- Les Secrets d'André Besson guérisseur : avec guide des plantes qui guérissent
- Le Village englouti
- Le Barrage de la peur
- La Louve du Val d’amour
- La grotte aux loups
- Les Randonneurs
- Une fille dans la forêt
- Le Crépuscule des maudits
- L'inconnue du Val perdu
- Légendes et nouvelles animalières de Franche-Comté
- Contes et légendes du Pays comtois
- Mon Pays comtois
- La Franche-Comté, art et histoire
- Aimer la Franche-Comté
- Reflets et lumières sur le Doubs : de sa source à la Saône
- La Fabuleuse histoire du sel
- Juste avant l'aurore
- Les Auvernois
  - 1, La Marie des bois
  - 2, Alexandre le vanier
  - 3, Le dernier des Auvernois
- Le Moulin du silence
- Une étrange odeur absinthe
- La Neige était rouge
- La dernière neige
- L'Infirmière des neiges
- Le vent des collines
- Le Secret du colporteur
- Contrebandiers et gabelous
- L'Indomptable Lacuson
- Marie de Bourgogne
- Marguerite d’Autriche
- Le Roman de Sisi
- Victor Hugo : la vie d'un géant
- Malet, l'homme qui fit trembler Napoléon
- L'Homme de la savane
- La Liberté pour ta peau
- Le Voyageur de l'oubli
- La Princesse aux chaines
- Un Printemps pour aimer
- Dolorès
- Le Testament du baron
- Les Amants de la dune
- Les rouliers de la Bérézina